# José María Leyva (Cajeme)

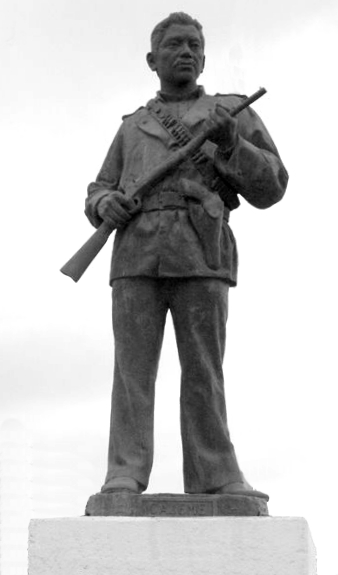
Estatua a Cajeme en Ciudad Obregón, Sonora

José María Leyva Pérez,(Hermosillo, Sonora, 14 de mayo de 1835 - Tres Cruces de Chumampaco, municipio de Guaymas, Sonora, 21 de abril de 1887) fue un caudillo yaqui, defensor y líder de su tribu, una de las del estado de Sonora más conocido como Cajeme “El que no bebe”. (Kaaje'eme en yaqui) 
Fue hijo de yaquis de raza pura, Francisco Leyva, de Huíribis, y Juana Pérez, de Pótam. A los 16 años estudió en Guaymas con el prefecto Cayetano Navarro y en 1854 combate en el Batallón Urbanos, a Gastón de Raousset-Boulbon en la Batalla de Guaymas.
A los 18, ya sabiendo leer y escribir, marchó a Tepic donde trabajó como herrero. Es reclutado por la leva, sirviendo en el Batallón de San Blas, desertando a los 3 meses.
Trabajó como minero en El Montaje, cerca de Acaponeta. Viajó a Mazatlán e ingresó a las filas de Pablo Lagarma, quien se había pronunciado por la restauración constitucional. Poco después formó parte del batallón de pimas, ópatas y yaquis que derrota al general reaccionario Igunazo en 1859. Sirvió también al gobierno como capitán de caballería, cuando se tenía que perseguir hasta Chihuahua a Carlos Conant Maldonado.
En 1863 se unió al Ejército Mexicano y en 1874 fue nombrado “Alcalde Mayor” del río Yaqui por el entonces gobernador de Sonora Ignacio Pesqueira. Desempeñó este puesto durante largos años, poco a poco fue adquiriendo una situación de independencia dentro del mismo Estado. 
Concluyó su afiliación al no querer obedecer las órdenes de las autoridades superiores y después al rebelarse abiertamente. En vez de pacificar al pueblo Yaqui, que era lo que esperaba Pesqueira, los unió a todos ellos y se rebeló en 1875 contra el Gobierno. Los indios yaquis, encajados en la zona sur del Estado y encabezados por su alcalde mayor, vivieron dentro de una serie de sucesivas rebeldías que se detallan en el título Guerra del Yaqui. Cajeme, de propia voluntad, impuso gabelas, derechos de peaje en el paso del río Yaqui, imposiciones a las personas y mercancías que pasaban por la zona que él dominaba, castigos y destierros a sus enemigos dentro de la tribu, sin atender órdenes de Gobierno y concluyó por colocarse en una situación de independencia.

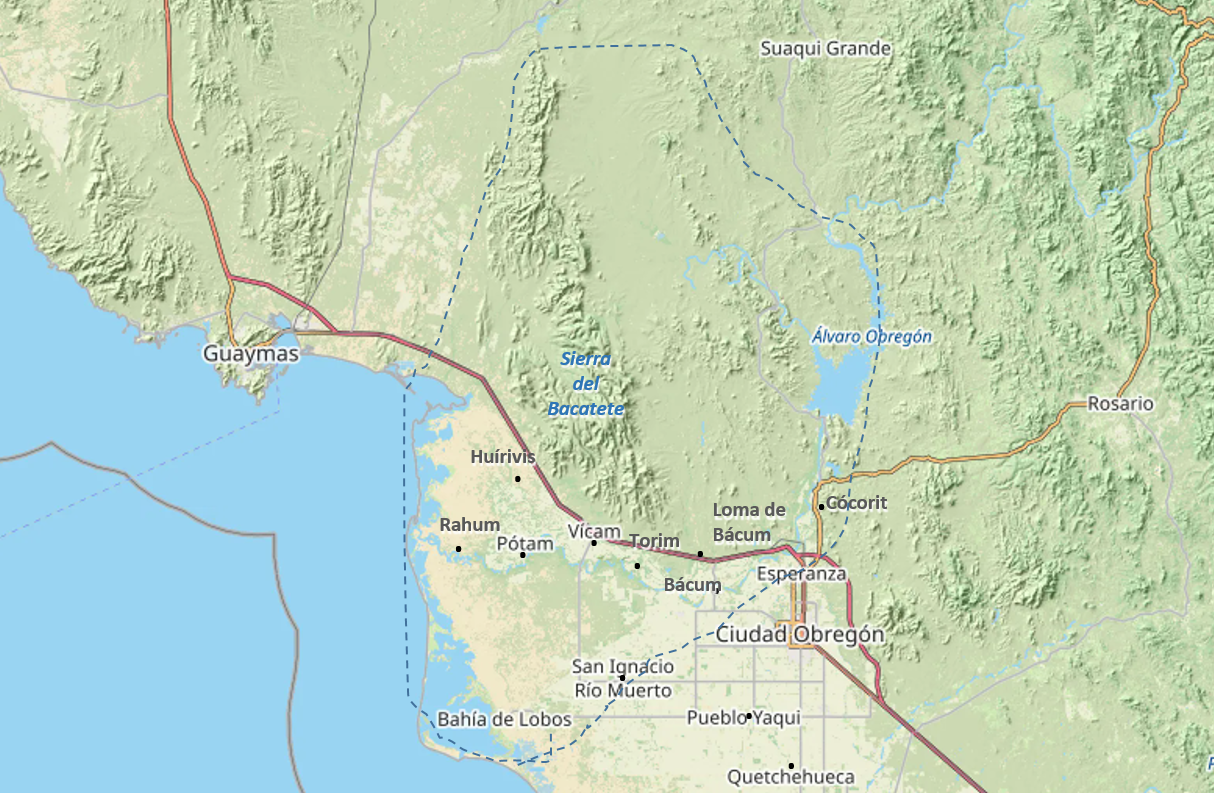
Se agregó imagen

Reestructuró y disciplinó a la sociedad yaqui para poder darle seguridad económica y preparación militar; instituyó un sistema de impuestos, el control del comercio externo, revivió la práctica misionera de los trabajos comunitarios e institucionalizó la tradición tribal de las asambleas populares como cuerpos de decisión, al tiempo que almacenó material de guerra.[cita requerida]
En 1882 un grupo de enemigos personales se introdujo hasta El Médano, en donde tenía establecido su domicilio, con el propósito de asesinarlo. El golpe falló porque casualmente se encontraba fuera del lugar y al momento que supo la noticia reunió a los suyos y avanzó sobre los malhechores que fueron a refugiarse a Guaymas. Pidió a las autoridades que le fueran entregados para hacerse justicia, le fue negada la solicitud, y como consecuencia, se levantó en armas con toda la tribu, llevando la guerra y la destrucción a todos los lugares comarcanos. El gobierno federal acumuló tropas y abrió la campaña el general José Guillermo Carbó y la concluyó el general Ángel Martínez.
Tuvo grandes batallas como en 1885 contra el General Topete en un sitio llamado "El Nopalero" entre el pueblo de Torim y de Pótam en donde dirigió alrededor de entre 3,000 y 4,000 yaquis en contra de una fuerza de 4,200 soldados del Ejército Mexicano. Esto le permitió resistir los ataques del Ejército Mexicano hasta la caída del Fuerte El Añil en 1886.[cita requerida]
Los yaquis fueron vencidos en las principales acciones de guerra, muchos fueron aprehendidos, otros se presentaron solicitando amnistía y Cajeme concluyó por esconderse a principios de 1887.
Fue denunciado de su escondite, aprehendido en San José de Guaymas y fusilado en Tres Cruces de Chumampaco el día 21 de abril de 1887. La frase más recordada hasta la fecha de Cajeme: "antes como antes y ahora como ahora".[cita requerida]
En honor a Leyva, tomó el nombre el municipio cuya cabecera es Ciudad Obregón. 